# درژنگا مایدانگسکا
درژنگا مایدانگسکا (به لهستانی:  Dereźnia Majdańska) یک روستا در لهستان است که در گمینا بیوگورای واقع شده‌است. درژنگا مایدانگسکا ۲۷۳ نفر جمعیت دارد.